# Середня загальносвітня школа № 20 імені О.І.Стовби (Кам'янське)
Середня загальноосвітня школа № 20 імені О. І. Стовби м. Кам'янське — середній загальноосвітній навчальний заклад у місті Кам'янське Дніпропетровської області.

## Історія
- 1936 р. — школа відкрила двері для перших учнів
- 1938 р. — школа отримала статус 10-річної
- 1943 р. — після визволення міста від німецько-фашистських загарбників школа відновила свою роботу
- 1973 р. — вступили в дію новий корпус на 36 класів і 1500 учнів, їдальня, спортивна та актова зали, бібліотека, плавальний басейн, теплиця. СШ № 20 — найкрупніша за площею школа міста
- 1983 р. — на базі школи були створені спортивні класи
- 1984 р. — відкриття музейної кімнати, а у 1989 р. шкільного музею Бойової Слави[1]
- 1988 р. — школі присвоєно ім'я Олександра Івановича Стовби
- 1989 р. — на подвір'ї школи встановлено бюст Героя Радянського Союзу Олександра Стовби
- 1994 р. — створення медичного та музично-естетичного класів
- 2010 р. — створений шкільний євроклуб «Обрій», що увійшов до міської мережі ШЄК міста Кам'янське
- 2012 р. — СЗШ № 20 включена до складу освітнього округу «Профорбіта».
- 2013 р. — СЗШ № 20 стала експериментальним майданчиком в експерименті «Педагогічна майстерня впровадження здоров'язбережувальних технологій»
- 2014 р. — заклад бере участь в обласному експерименті, спрямованому на розвиток аксіосфери особистості
- 2015 р. — в закладі впроваджено проект «Інтелект України»[2]

## Випускники
- Стовба Олександр Іванович — воїн-інтернаціоналіст, поет, Герой Радянського Союзу